# Iegor Gaidar
Iegor Timúrovitx Gaidar (en rus: Егор Тимурович Гайдар), (Moscou, 1956 – Odintsovo, 2009) fou un economista i polític soviètic d'origen rus. Era net de l'escriptor Pàvel Bajov.
Va exercir de forma interina el càrrec de Primer Ministre de Rússia entre el 15 de juny i el 14 de desembre de 1992 durant la presidència de Borís Ieltsin. És considerat com un dels artífexs de les reformes econòmiques de transició al capitalisme, comportant la liberalització dels preus i la primera onada de privatitzacions russes, sota l'empara de la doctrina de la "teràpia de xoc".

## Biografia
Gaidar va néixer el 19 de març de 1956 a Moscou, capital de la República Socialista Federada Soviètica de Rússia de la Unió Soviètica, sent fill d'Ariadna Bajova i el corresponsal del diari Pravda Timur Gaidar, qui lluità contra la Invasió de Bahía de Cochinos al costat del seu amic Raúl Castro. El seu avi patern fou l'escriptor soviètic Arkadi Gaidar i l'avi matern el també escriptor Pàvel Bajov. Gaidar es casà amb la filla de l'escriptor Arkadi Strugatski durant la seva estada a la universitat. La seva filla, Maria Gaidar, fou una de les líders de l'oposició democràtica russa. En el moment de la mort del seu pare, era diputada del Govern de l'óblast de Kírov.
Morí el 16 de desembre de 2009 a la seva casa d'Odintsovo, a la província russa de Moscou, a l'edat de 53 anys. La causa de la defunció fou una trombosi, tal com assenyalà Leonid Gozman, polític liberal i amic seu, a l'agència oficial Itar-Tass.
Jeffrey Sachs, director de l'Earth Institute de la Universitat de Colúmbia, qui assessorà el govern rus a principis dels anys 1990, qualificà a Gaidar com "el líder intel·lectual de moltes de les reformes polítiques i econòmiques de Rússia".